# Yui Ohashi
Yui Ohashi (japonès: 大橋 悠依)  (Hikone, 18 d'octubre de 1995) és una nedadora japonesa especialitzada en estils. Va començar a nedar a l'edat de 6 anys, encoratjada per la seva germana gran. Va entrar a la universitat de Toyo, Tòquio, el 2014, on va estudiar turisme. El 2016, amb 21 anys, va guanyar la medalla d'or i de bronze en 200 i 400 lliures al campionat asiàtic. Posteriorment, el 2017, quedà segona al campionat mundial que se celebrà a Budapest. El 25 de juliol de 2021, va guanyar la seva primera medalla olímpica en els 400m estils, als jocs olímpics de Tòquio, quedant per davant de les nord-americanes Emma Weyant i Hali Flickinger. Tres dies més tard, guanyà el seu segon or als jocs en quedar primera en els 200m estils.